# Конрад фон Хорбург
Конрад фон Хорбург (на немски: Konrad Graf von Horburg; † сл. 1259) е граф на Хорбург (днес част от Барум) в Долна Саксония.

## Произход
Той е син вероятно на граф Куно фон Хорбург († сл. 1187). Внук е на Валтер фон Хорбург († сл. 1162) и правнук на граф Конрад фон Хорбург († сл. 1125) и праправнук на граф Куно фон Хорбург († сл. 1103). Брат е на Валтер фон Хорбург († убит на 25 юли 1258).

## Фамилия
Първи брак: с Хайлвиг фон Пфирт († пр. 10 януари 1247), дъщеря на граф Фридрих II фон Пфирт († 1234) и Хайлвиг фон Урах († сл. 1262). Те имат децата:
- Хайлвиг фон Хорбург, омъжена за Конрад фон Ландсберг
- Бертолд фон Хорбург
- Хайнрих фон Хорбург († сл. 1278)
- Албрехт фон Хорбург († сл. 1278)

Втори брак: пр. 10 януари 1247 г. с фон Лютцелщайн, дъщеря на граф Хуго II фон Люневил-Лютцелщайн († сл. 1244) и Жоата/Юдит от Лотарингия († сл. 1246), внучка на херцог Фридрих I от Лотарингия († 1207) и полската принцеса Людмила († 1223). Бракът е бездетен.